# Rhombodera fratricida
Rhombodera fratricida är en bönsyrseart som beskrevs av Wood-mason 1878. Rhombodera fratricida ingår i släktet Rhombodera och familjen Mantidae. Inga underarter finns listade i Catalogue of Life.